# ذا ميلرز (سيتكوم)
ذا ميلرز بالإنجليزية: The Millers هو مسلسل تلفزيوني أمريكي مسرحي تم إنشاؤه بواسطة جريغ جارسيا والنجوم ويل آرنيت وجيما ميس وناثان ميلر ومارجو مارتينديل وكارول ميلر. تم بث المسلسل متعدد الكاميرات من 3 أكتوبر 2013 إلى 18 يوليو 2015 وعرض 34 حلقة على موسمين على شبكة سي بي اس.

## فرضية
أعلنت سي بي اس إلغاء ذا ميلرز في 14 نوفمبر 2014 ، أربع حلقات في الموسم الثاني من العرض. صورت السلسلة الحلقة الأخيرة في 17 نوفمبر 2014. تم إنتاج أحد عشر حلقة خلال الموسم الثاني قبل إيقاف الإنتاج. قرر المنتجون إنهاء الحلقة "Hero" ، التي كانت جارية في ذلك الوقت من أجل الأعضاء الماليين تحت طاقم الخط الذين عملوا بالفعل على الحلقة لعدة أيام. في مقابلة في هوليوود ريبورتر في أبريل 2015 ، ذكر مارجو مارتينديل أن الإلغاء المفاجئ للعرض كان غير متوقع.

## حبكة المسلسل
يقع ذا ميلرز في ليسبورغ، فيرجينيا حيث يعمل ناثان ميللر كمراسل صحفي تلفزيوني محلي. تدير أخته ديبي مطعمًا لليوغا / مطعم نباتي مع زوجها آدم، ولديها ابنة تدعى ميكايلا. ليس لدى ناثان أي أطفال وغالبًا ما يتسكع مع راي، صديقه الذي يعمل أيضًا كمصور في محطة التلفزيون التي يعمل فيها ناثان. مع بدء المسلسل، يعود والدا ناثان وديبي المتنازعان، توم وكارول ميللر، من ميرتل بيتش. أبلغهم ناثان أنه طلق زوجته جانيس قبل عدة أشهر. يستجيب توم بقرار ترك كارول، منهيًا زواجهما الذي يبلغ 43 عامًا. ينتقل توم مع ديبي وآدم بينما تنتقل كارول مع ناثان، يقود كل منهما أطفالهما إلى الجنون.
في 18 يناير 2013 ، وضعت سي بي اس أمرًا تجريبيًا، تحت عنوان غير مصرح به جريج جارسيا بايلوت. [15] كتب الطيار جريج جارسيا وأخرجه جيمس بوروز.
بدأت إعلانات كاستينغ في فبراير 2013 ، مع ويل ويلرنت لأول مرة في الدور الرئيسي لـ Nathan Miller ، وهو رجل مطلق حديثًا تكون حياته معقدة عندما يقرر والديه الانتقال معه. حجز أرنيت في الأصل الدور في المركز الثاني لـ Up All Night ، الذي كان مستقبله غير مؤكد في ذلك الوقت. كانت مارجو مارتينديل هي الممثلة التالية، في سلسلة الدور المنتظم لكارول ميللر، والدة ناثان النابضة بالحياة ولكنها متواضعة. ثم انضم ج. ب. سموف إلى المسلسل باعتباره راي، صديق ناثان الجيد والمصور. [19] بعد فترة وجيزة، وقعت ماري إليزابيث إليس على دور ديبي، أخت ناثان المتزوجة بسعادة. في أوائل مارس، انضم Beau Bridges إلى المسلسل مثل Tom Miller ، والد Nathan ، الذي انتقل إلى Debbie. كان مايكل رابابورت آخر ممثل يوقع على المسلسل في دور آدم زوج ديبي.

## مرحلة الإنتاج
في 10 مايو 2013 ، وضعت CBS طلبًا متسلسلًا، تحت العنوان الجديد The Millers. [23] [24] بعد وقت قصير من ترتيب المسلسل، خرجت ماري إليزابيث إليس ومايكل رابابورت من أدوار ديبي وآدم. بعد ذلك بشهرين، ألقيت Jayma Mays و Nelson Franklin في دورين تم إخلاؤهما. [26] [27]
في 13 مارس 2014 ، أعلنت CBS عن تجديد الموسم الثاني لـ The Millers. للموسم الثاني، وقع شون هايز على دور دوري منتظم لـ Kip Finkle ، أفضل صديق جديد لكارول.

## تاريخ بث المسلسل
في 15 نوفمبر 2014 ، ألغت CBS The Millers بعد أن استشهدت بتصنيفات «مخيفة» في رصيف يوم الاثنين الجديد، حيث حصلت مؤخرًا على تصنيف 1.5 في البالغين 18-49. تم إيقاف الإنتاج بعد تسجيل الحلقة 11 من الموسم الثاني في 17 نوفمبر 2014. [30]
في كندا، بثت قناة CTV الموسم الثاني. [39] تم بث الموسم الأول على Global [40]
في جنوب إفريقيا، بثت DStv قناة The Millers على قناة M-Net.
في أستراليا، بثت Ten السلسلة في الأصل قبل نقلها إلى One.
في نيوزيلندا، بدأ Prime البث يوم الأحد 9:30 مساءً من 1 ديسمبر 2013.
في أمريكا اللاتينية يبث البرنامج على قناة TBS [41] [42]
في بولندا، بثت قناة Universal The Millers.
في ألمانيا، تقوم شركة ProSieben ببث فيلم The Millers.
أعلنت كوميديا وسط المملكة المتحدة أنها ستبث المسلسل ابتداءً من 14 أكتوبر 2013. [43]
في المجر، بدأت كوميديا وسط المجر بث المطاحن.
في روسيا، بدأت أميديا بريميوم في بث العرض بعد يوم واحد من عرضها الأول في الولايات المتحدة.
في آسيا، ترفيه RTL CBS.
في الهند، ZCafé تبث المطاحن
في الفلبين، يبدأ بث الجادة الثانية في 25 أكتوبر 2014 ، السبت 7:30 مساءً.

## التقييم والنقد
ليان أغيليرا وجينا مولينز من E! قال أونلاين إن «طاقم العمل الرائع» يمنحهم قطعة أمل. [31] أعطت Diane Werts من Newsday العرض بـ A -. [32] أعطى ديفيد هينكلي من نيويورك ديلي نيوز العرض بنجمة واحدة من أصل 5. [33] حاصل حاليًا على 49٪ موافقة على Rotten Tomatoes و 50٪ على Metacritic ، وكلاهما يشير إلى مراجعات مختلطة.

## الممثلون و الشخصيات
ويل آرنيت بدور = (ناثان ميلر)
مارجو مارتينديل بدور = (كارول ميلر)
بو بريدجز بدور = (توم ميلر)
جيما ميس بدور = (ديبي ستوكر)
نيلسون فرانكلين بدور = (آدم ستوكر)

## وصلات خارجية
- ذا ميلرز (سيتكوم) على موقع IMDb (الإنجليزية)
- ذا ميلرز (سيتكوم) على موقع ميتاكريتيك (الإنجليزية)
- ذا ميلرز (سيتكوم) على موقع روتن توميتوز (الإنجليزية)
- ذا ميلرز (سيتكوم) على موقع كينوبويسك (الروسية)
- ذا ميلرز (سيتكوم) على موقع ألو سيني (الفرنسية)
- ذا ميلرز (سيتكوم) على موقع قاعدة بيانات الفيلم (الإنجليزية)